# Tournoi de tennis de Bratislava
Le tournoi de Bratislava (Slovaquie) est un tournoi international de tennis féminin du circuit professionnel WTA. Il fait aussi référence à d'autres épreuves masculines ou féminines disputées dans la capitale slovaque.

## Historique
Outre l'édition 1973 non reconnue par la WTA, l'épreuve s'est tenue à quatre reprises à Bratislava, entre 1999 et 2002. L'édition 1999 a vu s'opposer en finale deux futures numéro un mondiales : Amélie Mauresmo (qui décrochait là son premier titre), victorieuse de Kim Clijsters, qui elle disputait sa deuxième finale sur le circuit professionnel.
Depuis 2000, une épreuve masculine du circuit Challenger est organisée chaque année par la Fédération slovaque (STZ), sous l'appellation Slovak Open, au mois de novembre sur surface dure en intérieur. Parallèlement au tournoi masculin, un tournoi féminin du circuit ITF est organisé de façon irrégulière entre 2006 et 2016 avec une dotation variant de 25 000 $ à 100 000 $. Après plusieurs années d'interruption, le tournoi féminin revient au calendrier ITF en 2022.
Un second tournoi Challenger, nommé Bratislava Open, s'installe à Bratislava à partir de 2019 en remplacement du Challenger de Poprad-Tatry. Il est organisé par le TK Slovan et se joue au mois de juin sur terre battue.

## Palmarès dames

### Simple
| No | Date       | Nom et lieu du tournoi                    | Catégorie      | Dotation       | Surface        | Vainqueure               | Finaliste          | Score          |                |
| -- | ---------- | ----------------------------------------- | -------------- | -------------- | -------------- | ------------------------ | ------------------ | -------------- | -------------- |
| 1  | 23-07-1973 | Czechoslovakian International, Bratislava | [ 1 ]          | NC             | Terre (ext.)   | Evonne Goolagong         | Renáta Tomanová    | 6-3, 6-3       | Tableau        |
| 2  | 18-10-1999 | Eurotel Slovak Open, Bratislava           | Tier IVb       | 110 000 $      | Dur (int.)     | Amélie Mauresmo          | Kim Clijsters      | 6-3, 6-3       | Tableau        |
| 3  | 23-10-2000 | Eurotel Slovak Indoors, Bratislava        | Tier IVb       | 110 000 $      | Dur (int.)     | Dája Bedáňová            | Miriam Oremans     | 6-1, 5-7, 6-3  | Tableau        |
| 4  | 15-10-2001 | Eurotel Slovak Indoors, Bratislava        | Tier V         | 110 000 $      | Dur (int.)     | Rita Grande              | Martina Suchá      | 6-1, 6-1       | Tableau        |
| 5  | 14-10-2002 | VUB Open, Bratislava                      | Tier V         | 110 000 $      | Dur (int.)     | Maja Matevžič            | Iveta Benešová     | 6-0, 6-1       | Tableau        |
|    | 2003-2005  | Pas de tournoi                            | Pas de tournoi | Pas de tournoi | Pas de tournoi | Pas de tournoi           | Pas de tournoi     | Pas de tournoi | Pas de tournoi |
| 6  | 23-10-2006 | Tatra Banka Open, Bratislava              | ITF            | 75 000 $       | Dur (int.)     | Dominika Cibulková       | Kristina Barrois   | 7-5, 6-1       |                |
| 7  | 22-10-2007 | Tatra Banka Slovak Open, Bratislava       | ITF            | 100 000 $      | Dur (int.)     | Tatjana Malek            | Petra Kvitová      | 6-2, 7-67      |                |
| 8  | 27-10-2008 | Tatra Banka Slovak Open, Bratislava       | ITF            | 100 000 $      | Dur (int.)     | Anastasia Pavlyuchenkova | Michaëlla Krajicek | 6-3, 6-1       |                |
| 9  | 16-11-2009 | Ritro Slovak Open, Bratislava             | ITF            | 50 000 $       | Dur (int.)     | Evgeniya Rodina          | Renata Voráčová    | 6-4, 6-2       |                |
| 10 | 15-11-2010 | Ritro Slovak Open, Bratislava             | ITF            | 25 000 $       | Dur (int.)     | Kateryna Bondarenko      | Evgeniya Rodina    | 7-63, 6-2      |                |
| 11 | 14-11-2011 | Slovak Open, Bratislava                   | ITF            | 25 000 $       | Dur (int.)     | Lesia Tsurenko           | Karolína Plíšková  | 7-5, 6-3       |                |
|    | 2012-2014  | Pas de tournoi                            | Pas de tournoi | Pas de tournoi | Pas de tournoi | Pas de tournoi           | Pas de tournoi     | Pas de tournoi | Pas de tournoi |
| 12 | 09-11-2015 | Peugeot Slovak Open, Bratislava           | ITF            | 25 000 $       | Dur (int.)     | Jesika Malečková         | Anhelina Kalinina  | 4-6, 7-63, 6-4 |                |
| 13 | 07-11-2016 | Peugeot Slovak Open, Bratislava           | ITF            | 25 000 $       | Dur (int.)     | Andreea Mitu             | Denisa Allertová   | 6-2, 6-3       |                |
|    | 2017-2021  | Pas de tournoi                            | Pas de tournoi | Pas de tournoi | Pas de tournoi | Pas de tournoi           | Pas de tournoi     | Pas de tournoi | Pas de tournoi |
| 14 | 14-11-2022 | J&T Banka Slovak Open, Bratislava         | ITF            | 60 000 $       | Dur (int.)     |                          |                    | NC             |                |

### Double
| No | Date       | Nom et lieu du tournoi                   | Catégorie      | Dotation       | Surface        | Vainqueures                         | Finalistes                          | Score             |                |
| -- | ---------- | ---------------------------------------- | -------------- | -------------- | -------------- | ----------------------------------- | ----------------------------------- | ----------------- | -------------- |
| 1  | 23-07-1973 | Czechoslovakian International Bratislava | [ 1 ]          | NC             | Terre (ext.)   | Martina Navrátilová Renáta Tomanová | Evonne Goolagong Janet Young        | 6-2, 6-4          | Tableau        |
| 2  | 18-10-1999 | Eurotel Slovak Open Bratislava           | Tier IVb       | 110 000 $      | Dur (int.)     | Kim Clijsters Laurence Courtois     | Olga Barabanschikova Lilia Osterloh | 6-2, 3-6, 7-5     | Tableau        |
| 3  | 23-10-2000 | Eurotel Slovak Indoors Bratislava        | Tier IVb       | 110 000 $      | Dur (int.)     | Karina Habšudová Daniela Hantuchová | Petra Mandula Patricia Wartusch     | Forfait           | Tableau        |
| 4  | 15-10-2001 | Eurotel Slovak Indoors Bratislava        | Tier V         | 110 000 $      | Dur (int.)     | Dája Bedáňová Elena Bovina          | Nathalie Dechy Meilen Tu            | 6-3, 6-4          | Tableau        |
| 5  | 14-10-2002 | VUB Open Bratislava                      | Tier V         | 110 000 $      | Dur (int.)     | Maja Matevžič Henrieta Nagyová      | Nathalie Dechy Meilen Tu            | 6-4, 6-0          | Tableau        |
|    | 2003-2005  | Pas de tournoi                           | Pas de tournoi | Pas de tournoi | Pas de tournoi | Pas de tournoi                      | Pas de tournoi                      | Pas de tournoi    | Pas de tournoi |
| 6  | 23-10-2006 | Tatra Banka Open Bratislava              | ITF            | 75 000 $       | Dur (int.)     | Klaudia Jans Alicja Rosolska        | Lucie Hradecká Michaela Paštiková   | 6-1, 6-3          |                |
| 7  | 22-10-2007 | Tatra Banka Slovak Open Bratislava       | ITF            | 100 000 $      | Dur (int.)     | Renata Voráčová Barbora Z. Strýcová | Anastasia Rodionova Olga Savchuk    | 6-4, 6-4          |                |
| 8  | 27-10-2008 | Tatra Banka Slovak Open Bratislava       | ITF            | 100 000 $      | Dur (int.)     | Andrea Hlaváčková Lucie Hradecká    | Akgul Amanmuradova Monica Niculescu | 7-61, 6-1         |                |
| 9  | 16-11-2009 | Ritro Slovak Open Bratislava             | ITF            | 50 000 $       | Dur (int.)     | Sofia Arvidsson Michaëlla Krajicek  | Tatiana Poutchek Arina Rodionova    | 6-3, 6-4          |                |
| 10 | 15-11-2010 | Ritro Slovak Open Bratislava             | ITF            | 25 000 $       | Dur (int.)     | Emma Laine Irena Pavlovic           | Claire Feuerstein Valeria Savinykh  | 6-4, 6-4          |                |
| 11 | 14-11-2011 | Slovak Open Bratislava                   | ITF            | 25 000 $       | Dur (int.)     | Naomi Broady Kristina Mladenovic    | Kristýna Plíšková Karolína Plíšková | 5-7, 6-4, [10-2]  |                |
|    | 2012-2014  | Pas de tournoi                           | Pas de tournoi | Pas de tournoi | Pas de tournoi | Pas de tournoi                      | Pas de tournoi                      | Pas de tournoi    | Pas de tournoi |
| 12 | 09-11-2015 | Peugeot Slovak Open Bratislava           | ITF            | 25 000 $       | Dur (int.)     | Dalila Jakupović Anne Schäfer       | Michaela Hončová Chantal Škamlová   | 65-7, 6-2, [10-8] |                |
| 13 | 07-11-2016 | Peugeot Slovak Open Bratislava           | ITF            | 25 000 $       | Dur (int.)     | Jocelyn Rae Anna Smith              | Quirine Lemoine Eva Wacanno         | 6-3, 6-2          |                |
|    | 2017-2021  | Pas de tournoi                           | Pas de tournoi | Pas de tournoi | Pas de tournoi | Pas de tournoi                      | Pas de tournoi                      | Pas de tournoi    | Pas de tournoi |
| 14 | 14-11-2022 | J&T Banka Slovak Open Bratislava         | ITF            | 60 000 $       | Dur (int.)     |                                     |                                     | NC                |                |

## Palmarès messieurs

### Simple
| No  | Date       | Nom et lieu du tournoi                  | Catégorie  | Dotation     | Surface         | Vainqueur            | Finaliste             | Score            |  |
| --- | ---------- | --------------------------------------- | ---------- | ------------ | --------------- | -------------------- | --------------------- | ---------------- |  |
| 1   | 02-10-2000 | Tatra Banka Open, Bratislava            | Challenger | 100 000 $ +H | Moquette (int.) | Davide Sanguinetti   | Rainer Schüttler      | 7-5, 6-1         |  |
| 2   | 05-11-2001 | Tatra Banka Open, Bratislava            | Challenger | 100 000 $ +H | Moquette (int.) | Karol Kučera         | Sargis Sargsian       | 6-1, 7-5         |  |
| 3   | 04-11-2002 | Tatra Banka Open, Bratislava            | Challenger | 100 000 $ +H | Moquette (int.) | Antony Dupuis        | Karol Beck            | 4-6, 6-4, 7-61   |  |
| 4   | 03-11-2003 | Tatra Banka Open, Bratislava            | Challenger | 85 000 € +H  | Dur (int.)      | Marc Rosset          | John van Lottum       | 3-6, 6-3, 6-0    |  |
| 5   | 08-11-2004 | Tatra Banka Open, Bratislava            | Challenger | 85 000 € +H  | Dur (int.)      | Márcos Baghdatís     | Dominik Hrbatý        | 7-64, 7-63       |  |
| 6   | 07-11-2005 | Tatra Banka Open, Bratislava            | Challenger | 85 000 € +H  | Dur (int.)      | Dominik Hrbatý       | Daniele Bracciali     | 7-5, 6-1         |  |
| 7   | 25-09-2006 | Slovak Open Challenger, Bratislava      | Challenger | 21 250 € +H  | Terre (ext.)    | Iván Navarro Pastor  | Teodor-Dacian Crăciun | 6-2, 7-64        |  |
| 8   | 06-11-2006 | Tatra Banka Open, Bratislava            | Challenger | 85 000 € +H  | Dur (int.)      | Michal Mertiňák      | Lukáš Dlouhý          | 7-64, 6-4        |  |
| 9   | 05-11-2007 | Tatra Banka Slovak Open, Bratislava     | Challenger | 85 000 € +H  | Dur (int.)      | Simone Bolelli       | Alejandro Falla       | 4-6, 7-67, 6-1   |  |
| 10  | 03-11-2008 | Tatra Banka Slovak Open, Bratislava     | Challenger | 106 500 € +H | Dur (int.)      | Jan Hernych          | Stéphane Bohli        | 6-2, 6-4         |  |
| 11  | 16-11-2009 | Ritro Slovak Open, Bratislava           | Challenger | 106 500 €    | Dur (int.)      | Michael Berrer       | Dominik Hrbatý        | 6-7, 6-4, 7-63   |  |
| 12  | 15-11-2010 | Ritro Slovak Open, Bratislava           | Challenger | 106 500 €    | Dur (int.)      | Martin Kližan        | Stefan Koubek         | 7-64, 6-2        |  |
| 13  | 14-11-2011 | Slovak Open, Bratislava                 | Challenger | 85 000 € +H  | Dur (int.)      | Lukáš Lacko          | Ričardas Berankis     | 7-67, 6-2        |  |
| 14  | 03-11-2012 | Slovak Open, Bratislava                 | Challenger | 85 000 € +H  | Dur (int.)      | Lukáš Rosol          | Björn Phau            | 63-7, 7-65, 7-66 |  |
| 15  | 04-11-2013 | Slovak Open, Bratislava                 | Challenger | 64 000 € +H  | Dur (int.)      | Lukáš Lacko          | Lukáš Rosol           | 6-4, 4-6, 6-4    |  |
| 16  | 03-11-2014 | Slovak Open, Bratislava                 | Challenger | 85 000 € +H  | Dur (int.)      | Peter Gojowczyk      | Farrukh Dustov        | 7-62, 6-3        |  |
| 17  | 09-11-2015 | Peugeot Slovak Open, Bratislava         | Challenger | 85 000 € +H  | Dur (int.)      | Egor Gerasimov       | Lukáš Lacko           | 7-61, 7-65       |  |
| 18  | 07-11-2016 | Peugeot Slovak Open, Bratislava         | Challenger | 85 000 € +H  | Dur (int.)      | Norbert Gombos       | Marius Copil          | 7-68, 4-6, 6-3   |  |
| 19  | 06-11-2017 | Peugeot Slovak Open, Bratislava         | Challenger | 106 000 € +H | Dur (int.)      | Lukáš Lacko          | Marius Copil          | 6-4, 7-64        |  |
| 20  | 05-11-2018 | Peugeot Slovak Open, Bratislava         | Challenger | 106 000 € +H | Dur (int.)      | Alexander Bublik     | Lukáš Rosol           | 6-4, 6-4         |  |
| I   | 17-06-2019 | Bratislava Open, Bratislava             | Challenger | 69 280 €     | Terre (ext.)    | Norbert Gombos       | Attila Balázs         | 6-3, 3-6, 6-2    |  |
| 21  | 04-11-2019 | Peugeot Slovak Open, Bratislava         | Challenger | 114 800 €    | Dur (int.)      | Dennis Novak         | Damir Džumhur         | 6-1, 6-1         |  |
| 22  | 09-11-2020 | Peugeot Slovak Open, Bratislava         | Challenger | 44 820 €     | Dur (int.)      | Maximilian Marterer  | Tomáš Macháč          | 63-7, 6-2, 7-5   |  |
| II  | 07-06-2021 | Kooperativa Bratislava Open, Bratislava | Challenger | 66 640 €     | Terre (ext.)    | Tallon Griekspoor    | Sebastián Báez        | 7-66, 6-3        |  |
| 23  | 08-11-2021 | Peugeot Slovak Open, Bratislava         | Challenger | 66 640 €     | Dur (int.)      | Tallon Griekspoor    | Zsombor Piros         | 6-3, 6-2         |  |
| III | 06-06-2022 | Kooperativa Bratislava Open, Bratislava | Challenger | 67 960 €     | Terre (ext.)    | Alexander Shevchenko | Riccardio Bonadio     | 6-3, 7-5         |  |
| 24  | 07-11-2022 | Peugeot Slovak Open, Bratislava         | Challenger | 67 960 €     | Dur (int.)      | Márton Fucsovics     | Fábián Marozsán       | 6-2, 6-4         |  |
| IV  | 12-06-2023 | Bratislava Open, Bratislava             | Challenger | 118 000 €    | Terre (ext.)    | Vitaliy Sachko       | Dimitar Kuzmanov      | 2-6, 6-2, 7-62   |  |
| 25  | 09-10-2023 | Peugeot Slovak Open, Bratislava         | Challenger | 145 000 €    | Dur (int.)      | Gabriel Diallo       | Joris De Loore        | 6-0, 7-5         |  |
| V   | 10-06-2024 | Bratislava Open, Bratislava             | Challenger | 120 950 €    | Terre (ext.)    | Kamil Majchrzak      | Henrique Rocha        | 6-0, 2-6, 6-3    |  |
| 26  | 28-10-2024 | Slovak Open, Bratislava                 | Challenger | 148 625 €    | Dur (int.)      | Roman Safiullin      | Raphaël Collignon     | 6-3, 6-4         |  |

### Double
| No  | Date       | Nom et lieu du tournoi                  | Catégorie  | Dotation     | Surface         | Vainqueurs                           | Finalistes                            | Score             |  |
| --- | ---------- | --------------------------------------- | ---------- | ------------ | --------------- | ------------------------------------ | ------------------------------------- | ----------------- |  |
| 1   | 02-10-2000 | Tatra Banka Open, Bratislava            | Challenger | 100 000 $ +H | Moquette (int.) | Paul Hanley Paul Rosner              | Jonathan Erlich Aleksandar Kitinov    | 6-4, 6-4          |  |
| 2   | 05-11-2001 | Tatra Banka Open, Bratislava            | Challenger | 100 000 $ +H | Moquette (int.) | Petr Luxa Radek Štěpánek             | František Čermák Ota Fukárek          | 6-4, 6-3          |  |
| 3   | 04-11-2002 | Tatra Banka Open, Bratislava            | Challenger | 100 000 $ +H | Moquette (int.) | Scott Humphries Mark Merklein        | Leoš Friedl David Škoch               | 3-6, 6-4, 6-2     |  |
| 4   | 03-11-2003 | Tatra Banka Open, Bratislava            | Challenger | 85 000 € +H  | Dur (int.)      | Jonathan Erlich Harel Levy           | Mario Ančić Martín García             | 7-67, 6-3         |  |
| 5   | 08-11-2004 | Tatra Banka Open, Bratislava            | Challenger | 85 000 € +H  | Dur (int.)      | Simon Aspelin Graydon Oliver         | Jonathan Erlich Noam Okun             | 7-65, 6-3         |  |
| 6   | 07-11-2005 | Tatra Banka Open, Bratislava            | Challenger | 85 000 € +H  | Dur (int.)      | Chris Haggard Jean-Claude Scherrer   | Dominik Hrbatý Michal Mertiňák        | 6-3, 2-6, 7-64    |  |
| 7   | 25-09-2006 | Slovak Open Challenger, Bratislava      | Challenger | 21 250 € +H  | Terre (ext.)    | Flavio Cipolla Marcel Granollers     | David Marrero Pablo Santos Gonzalez   | 7-62, 6-4         |  |
| 8   | 06-11-2006 | Tatra Banka Open, Bratislava            | Challenger | 85 000 € +H  | Dur (int.)      | Eric Butorac Travis Parrott          | Jordan Kerr Jamie Murray              | 7-5, 6-3          |  |
| 9   | 05-11-2007 | Tatra Banka Slovak Open, Bratislava     | Challenger | 85 000 € +H  | Dur (int.)      | Tomáš Cibulec Jaroslav Levinský      | Chris Haggard Mischa Zverev           | 6-4, 2-6, [10-8]  |  |
| 10  | 03-11-2008 | Tatra Banka Slovak Open, Bratislava     | Challenger | 106 500 € +H | Dur (int.)      | František Čermák Łukasz Kubot        | Philipp Petzschner Alexander Peya     | 6-4, 6-4          |  |
| 11  | 16-11-2009 | Ritro Slovak Open, Bratislava           | Challenger | 106 500 €    | Dur (int.)      | Philipp Marx Igor Zelenay            | Leoš Friedl David Škoch               | 6-4, 6-4          |  |
| 12  | 15-11-2010 | Ritro Slovak Open, Bratislava           | Challenger | 106 500 €    | Dur (int.)      | Colin Fleming Jamie Murray           | Filip Polášek Travis Parrott          | 6-2, 3-6, [10-6]  |  |
| 13  | 14-11-2011 | Slovak Open, Bratislava                 | Challenger | 85 000 € +H  | Dur (int.)      | Jan Hájek Lukáš Lacko                | Lukáš Rosol David Škoch               | 7-5, 7-5          |  |
| 14  | 03-11-2012 | Slovak Open, Bratislava                 | Challenger | 85 000 € +H  | Dur (int.)      | Lukáš Dlouhý Mikhail Elgin           | Philipp Marx Florin Mergea            | 65-7, 6-2, [10-6] |  |
| 15  | 04-11-2013 | Slovak Open, Bratislava                 | Challenger | 64 000 € +H  | Dur (int.)      | Henri Kontinen Andreas Siljeström    | Gero Kretschmer Jan-Lennard Struff    | 7-66, 6-2         |  |
| 16  | 03-11-2014 | Slovak Open, Bratislava                 | Challenger | 85 000 € +H  | Dur (int.)      | Ken Skupski Neal Skupski             | Norbert Gombos Adam Pavlásek          | 6-3, 7-63         |  |
| 17  | 09-11-2015 | Peugeot Slovak Open, Bratislava         | Challenger | 85 000 € +H  | Dur (int.)      | Ilija Bozoljac Igor Zelenay          | Ken Skupski Neal Skupski              | 7-63, 4-6, [10-5] |  |
| 18  | 07-11-2016 | Peugeot Slovak Open, Bratislava         | Challenger | 85 000 € +H  | Dur (int.)      | Ken Skupski Neal Skupski             | Purav Raja Divij Sharan               | 4-6, 6-3, [10-5]  |  |
| 19  | 06-11-2017 | Peugeot Slovak Open, Bratislava         | Challenger | 106 000 € +H | Dur (int.)      | Ken Skupski Neal Skupski             | Sander Arends Antonio Šančić          | 5-7, 6-3, [10-8]  |  |
| 20  | 05-11-2018 | Peugeot Slovak Open, Bratislava         | Challenger | 106 000 € +H | Dur (int.)      | Denys Molchanov Igor Zelenay         | Ramkumar Ramanathan Andrei Vasilevski | 6-2, 3-6, [11-9]  |  |
| I   | 17-06-2019 | Bratislava Open, Bratislava             | Challenger | 69 280 €     | Terre (ext.)    | Sander Gillé Joran Vliegen           | Lukáš Klein Alex Molčan               | 6-2, 7-5          |  |
| 21  | 04-11-2019 | Peugeot Slovak Open, Bratislava         | Challenger | 114 800 €    | Dur (int.)      | Frederik Nielsen Tim Pütz            | Roman Jebavý Igor Zelenay             | 4-6, 7-64, [11-9] |  |
| 22  | 09-11-2020 | Peugeot Slovak Open, Bratislava         | Challenger | 44 820 €     | Dur (int.)      | Harri Heliövaara Emil Ruusuvuori     | Lukáš Klein Alex Molčan               | 6-4, 6-3          |  |
| II  | 07-06-2021 | Kooperativa Bratislava Open, Bratislava | Challenger | 66 640 €     | Terre (ext.)    | Denys Molchanov Aleksandr Nedovyesov | Sander Arends Luis David Martinez     | 7-65, 6-1         |  |
| 23  | 08-11-2021 | Peugeot Slovak Open, Bratislava         | Challenger | 66 640 €     | Dur (int.)      | Filip Horanský Serhiy Stakhovsky     | Denys Molchanov Aleksandr Nedovyesov  | 6-4, 6-4          |  |
| III | 06-06-2022 | Kooperativa Bratislava Open, Bratislava | Challenger | 67 960 €     | Terre (ext.)    | Sriram Balaji Jeevan Nedunchezhiyan  | Vladyslav Manafov Oleg Prihodko       | 7-66, 6-4         |  |
| 24  | 07-11-2022 | Peugeot Slovak Open, Bratislava         | Challenger | 67 960 €     | Dur (int.)      | Denys Molchanov Aleksandr Nedovyesov | Petr Nouza Andrew Paulson             | 4-6, 6-4, [10-6]  |  |
| IV  | 12-06-2023 | Bratislava Open, Bratislava             | Challenger | 118 000 €    | Terre (ext.)    | Ariel Behar Adam Pavlásek            | Neil Oberleitner Tim Sandkaulen       | 6-4, 6-4          |  |
| 25  | 09-10-2023 | Peugeot Slovak Open, Bratislava         | Challenger | 145 000 €    | Dur (int.)      | Sriram Balaji Andre Begemann         | Andrey Golubev Denys Molchanov        | 6-3, 5-7, [10-8]  |  |
| V   | 10-06-2024 | Bratislava Open, Bratislava             | Challenger | 120 950 €    | Terre (ext.)    | Jakob Schnaitter Mark Wallner        | Miloš Karol Tomáš Láník               | 6-4, 6-4          |  |
| 26  | 28-10-2024 | Slovak Open, Bratislava                 | Challenger | 145 000 €    | Dur (int.)      | Nicolás Barrientos Julian Cash       | André Göransson Sem Verbeek           | 6-3, 6-4          |  |